# Funk Wav Bounces Vol. 1
Funk Wav Bounces Vol. 1 é o quinto álbum de estúdio do DJ escocês Calvin Harris.  O seu lançamento ocorreu em junho de 2017, através da Columbia Records. O álbum conta com as participações vocais de Frank Ocean, Travis Scott, Kehlani, Future, Pharrell Williams, Katy Perry, Big Sean, John Legend, Khalid, Migos, Schoolboy Q, Ariana Grande, Young Thug, D.R.A.M., Nicki Minaj, Lil Yachty, Jessie Reyez, PartyNextDoor e Snoop Dogg.

## Contexto
Em janeiro de 2017, Harris havia anunciado que iria lançar dez novas canções nesse mesmo ano. No dia 15 de fevereiro, ele twittou que havia trabalhado "com grandes artistas da nossa geração". Mais tarde, em 9 de maio de 2017, ele confirmou que o álbum seria lançado em 30 de junho do mesmo ano.

## Lista de faixas
| Edição padrão  |                                                                  |                                                                              |         |  |
| N.º            | Título                                                           | Compositor(es)                                                               | Duração |  |
| 1.             | "Slide" (com Frank Ocean e Migos)                                | Adam Wiles Christopher Ocean Quavious Marshall Kiari Cephus                  | 3:50    |  |
| 2.             | "Cash Out" (com ScHoolboy Q, PartyNextDoor e D.R.A.M.)           | Wiles Quincy Hanley Brittany Hazzard Shelley Massenburg-Smith Rogét Chahayed | 3:55    |  |
| 3.             | "Heatstroke" (com Young Thug, Pharrell Williams e Ariana Grande) | Wiles Jeffery Williams Pharrell Williams Hazzard                             | 3:49    |  |
| 4.             | "Rollin" (com Future e Khalid)                                   | Wiles Nayvadius Wilburn Khalid Robinson                                      | 4:32    |  |
| 5.             | "Prayers Up" (com Travis Scott e A-Trak)                         | Wiles Jacques Webster Jr. Hazzard                                            | 3:24    |  |
| 6.             | "Holiday" (com Snoop Dogg, John Legend e Takeoff)                | Wiles Calvin Broadus Jr. John Stephens Kirshnik Ball                         | 2:49    |  |
| 7.             | "Skrt on Me" (com Nicki Minaj)                                   | Wiles Onika Maraj Hazzard                                                    | 3:48    |  |
| 8.             | "Feels" (com com Pharrell Williams, Katy Perry e Big Sean)       | Wiles P. Williams Hazzard Katy Perry Sean Anderson                           | 3:43    |  |
| 9.             | "Faking It" (com Kehlani e Lil Yachty)                           | Wiles Jessie Reyez Miles McCollum                                            | 4:00    |  |
| 10.            | "Hard to Love" (com Jessie Reyez)                                | Wiles Reyez                                                                  | 3:50    |  |
| Duração total: | Duração total:                                                   | Duração total:                                                               | 37:40   |  |

Notas
- "Cash Out" e "Heatstroke" contêm  vocais de fundo adicionais por Starrah.

## Desempenho nas tabelas musicais
| Tabela musical (2014)             | Melhor posição |
| --------------------------------- | -------------- |
| Estados Unidos - Billboard 200    | 2              |
| Portugal - Top Nacional de Álbuns | 34             |
| Reino Unido - UK Albums Chart     | 2              |